# Suitable Flesh
Suitable Flesh es una película de terror estadounidense de 2023 escrita por Dennis Paoli y dirigida por Joe Lynch. Basada en el cuento de H. P. Lovecraft de 1937 La cosa en el umbral, está protagonizada por Heather Graham, Judah Lewis, Bruce Davison, Johnathon Schaech y Barbara Crampton.
La película se estrenó en el Festival de Cine de Tribeca de 2023 el 11 de junio. Se estrenó en cines limitados y en vídeo bajo demanda el 27 de octubre de 2023, antes de su estreno en streaming en Shudder en enero de 2024.

## Reparto
- Heather Graham como Elizabeth Derby
- Judah Lewis como Asa Waite
- Bruce Davison como Ephraim Waite
- Johnathon Schaech como Edward Derby
- Barbara Crampton como Daniella Upton
- Graham Skipper como un patólogo
- Brett Newton como Profesor Fisk
- Chris McKenna como Crawley
- J. D. Evermore como Detective Ledger
- Ann Mahoney como Susan
- Jonah Ray Rodrigues como Dave
- Joe Lynch como Ray

## Producción
Suitable Flesh fue dirigida por Joe Lynch a partir de un guion de Dennis Paoli, que está basado en La cosa en el umbral de H. P. Lovecraft (1937). Es una sucesora espiritual de las películas de terror lovecraftianas de los años 80 de Stuart Gordon, Re-Animator y From Beyond. Barbara Crampton protagoniza la película y produce bajo su marca Alliance Media Partners. La fotografía principal comenzó en Jackson, Misisippi, en mayo de 2022.

## Estreno
RLJE Films y Shudder adquirieron los derechos de distribución mundial de Adecuado Flesh antes de su estreno mundial el 11 de junio de 2023 en el Festival de Cine de Tribeca. Se estrenó en Fantastic Fest el 24 de septiembre de 2023. La película se estrenó en salas limitadas y en video bajo demanda el 27 de octubre de 2023, antes de su debut en streaming en Shudder en enero de 2024.